# Marek Ťapák
Marek Ťapák (* 22. dubna 1960, Bratislava) je slovenský herec, scenárista, režisér, tanečník a syn režiséra Martina Ťapáka.
Po ukončení studia VŠMU v roce 1983 začal svou hereckou kariéru na „prknech“ Nové scény, v roce 1996 se stal jejím uměleckým šéfem, o dva roky později ředitelem, jímž byl až do roku 2001. Nejvýznamnější divadelní herecké role ztvárnil ve hrách Don Juan, nebo Láska ku geometrii. Účinkoval v televizním seriálu Povstalecká história (1984). Spolupracoval na televizním projektu režiséra Vladimíra Michálek Záchranári (2003). Ve filmu debutoval v dětských rolích, které režíroval jeho otec.
V červnu 2012 měl premiéru jeho filmový projekt Tanec medzi črepinami, který vznikl z komorní verze díla. Z filmu, který byl označen za nejambicióznější porevoluční taneční filmový projekt, vzniklo nové nastudování, které zůstalo v repertoáru SĽUK.

## Filmografie
- 1963: Jánošík I-II
- 1966: Živý bič (Adamko)
- 1973: Putovanie do San Jaga (Tomáš)
- 1981: Plavčík a Vratko (Otlak)
- 1982: Popolvár, najväčší na svete (Radko)
- 1983: Letný strom radosti (šofér)
- 1984: Návrat Jána Petru (Michal Chebeň, Ivan Chebeň)
- 1985: Skleníková Venuša (Zolo Páleš)
- 1986: Kohút nezaspieva (tulák)
- 1988: Sagarmatha (Tóno)
- 2009: Odsúdené (Roman Kollár)
- 2012: Tanec medzi črepinami (námět, scénář, režie)
- 2014–2015: Chlapi neplačú (Boris Fajnor)
- 2018: Milenky (seriál)